# Micrurus altirostris
Micrurus altirostris es una serpiente de coral de la familia Elapidae que se distribuye en Brasil, Uruguay y noreste de Argentina.

## Características
Mide entre 18 y 80 cm. Se identifica por su diseño consistente en anillos completos alrededor del cuerpo, dispuestos en 11 a 15 tríadas, separadas por anillos anchos de rojo brillante. Cada tríada se compone de 3 anillos negros, más ancho el central, separados entre sí por otros, finos, blancos salpicados de amarillo. Las bandas rojas son más angostas que las tríadas. Su cabeza y ojos son pequeños. La cola es muy corta y de punta roma.
Junto a otras 7 especies, integra el complejo Micrurus frontalis.